# Gonneville-la-Mallet
Gonneville-la-Mallet är en kommun i departementet Seine-Maritime i regionen Normandie i norra Frankrike. Kommunen ligger i kantonen Criquetot-l'Esneval som tillhör arrondissementet Le Havre. År 2022 hade Gonneville-la-Mallet 1 351 invånare.

## Befolkningsutveckling
Antalet invånare i kommunen Gonneville-la-Mallet
| Referens: INSEE |